# Cosroe V
Farrukhzad Cosroe V, noto più semplicemente come Cosroe V (Ērānshahr, ... – aprile 631), è stato un sovrano persiano che rimase a capo dell'impero sasanide per brevissimo tempo dal marzo all'aprile del 631, mese della sua morte.

## Biografia
Figlio di Cosroe II, la madre di Farrukhzad Cosroe V non può essere identificata con certezza, considerando che le fonti affermano che il padre avesse uno shabestan con oltre 3.000 concubine. Secondo alcuni, è possibile che fosse il figlio della sua moglie preferita, Shirin. Cosroe aveva anche molti altri fratelli e fratellastri, tra cui Mardanshah, Juvanshir, Borandukht, Kavad II, Shahriyar e Azarmidokht.
Nel 628, suo padre fu deposto dai nobili sasanidi in favore del fratello Kavad II, il quale fece giustiziare tutti i fratelli e fratellastri. Farrukhzad Cosroe riuscì tuttavia a fuggire in una fortezza vicino a Nisibi, da dove cercò di organizzare le operazioni militari necessarie per conquistare il trono della capitale Ctesifonte. Nel 631 raggiunse la città grazie all'aiuto di un aristocratico sasanide di nome Zadhuyih, dove fu incoronato scià dell'impero. Un mese dopo, tuttavia, dovette affrontare una ribellione che non riuscì a sedare e, nel corso dei trambusti che ne seguirono, fu ucciso.